# Lied der drie principes van het volk

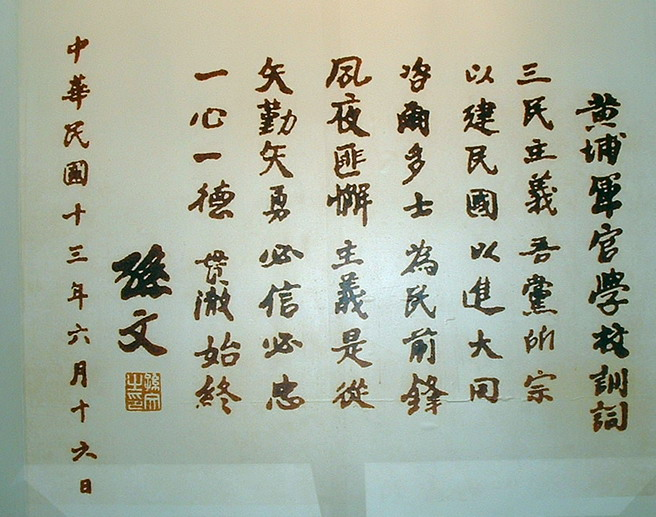
De kalligrafie geschreven door Sun Yat-Sen

Het Lied der drie principes van het volk of volkslied van Republiek China is het belangrijkste volkslied van Republiek China. De drie principes van het volk zijn de drie belangrijkste principes van Republiek China, ze waren door Sun Yat-Sen gemaakt. De tekst is geschreven door Hu Han-min, Tai Chi-t'ao, Liao Chung-k'ai en Shao Yüan-ch'ung. Het lied wordt gezongen in het Standaardmandarijn en is geschreven in wenyanwen. Dit volkslied werd op de Olympische Zomerspelen 1936 gekozen tot het beste volkslied op de spelen. Op het Chinese vasteland is het verboden om dit volkslied bij prijsuitreikingen en andere officiële gelegenheden te spelen.  

## De tekst van het lied, intraditioneel Chinees
三民主義，吾黨所宗，
 
以建民國，以進大同。

咨爾多士，為民前鋒；

夙夜匪懈，主義是從。

矢勤矢勇，必信必忠；

一心一德，貫徹始終。

## De tekst van het lied, invereenvoudigd Chinees
三民主义，吾党所宗，
 
以建民国，以进大同。

咨尔多士，为民前锋；

夙夜匪懈，主义是从。

矢勤矢勇，必信必忠；

一心一德，贯彻始终。

## De tekst van het lied, inhanyu pinyin
Sānmín Zhǔyì, wúdǎng suǒ zōng;

Yǐ jiàn Mínguó, yǐ jìn dà tóng.

Zī'ěr duō shì, wéi mín qiánfēng;

Sù yè fěi xiè, zhǔyì shì cóng.

Shǐ qín shǐ yǒng, bì xìn bì zhōng;

Yì xīn yì dé, guànchè shǐzhōng.

## De tekst van het lied, inzhuyin
ㄙ　ㄢ　　　ㄇㄧㄣˊ　　ㄓㄨ　ˇ　　ㄧ　ˋ
ㄨ　ˊ　　　ㄉ　ㄤˇ　　ㄙㄨㄛˇ　　ㄗㄨㄥˉ
ㄧ　ˇ　　　ㄐㄧㄢˋ　　ㄇㄧㄣˊ　　ㄍㄨㄛˊ
ㄧ　ˇ　　　ㄐㄧㄣˋ　　ㄉ　ㄚˋ　　ㄊㄨㄥˊ
ㄗ　　　　　ㄦ　ˇ　　　ㄉㄨㄛ　　　ㄕ　ˋ
ㄨ　ㄟˊ　　ㄇㄧㄣˊ　　ㄑㄧㄢˊ　　ㄈ　ㄥ
ㄙ　ㄨˋ　　ㄧ　ㄝˋ　　ㄈ　ㄟˇ　　ㄒㄧㄝˋ
ㄓ　ㄨˇ　　　ㄧ　ˋ　　ㄕ　　ˋ　　ㄘㄨㄥˊ
ㄕ　　ˇ　　ㄑㄧㄣˊ　　ㄕ　　ˇ　　ㄩ　ㄥˇ
ㄅ　ㄧˋ　　ㄒㄧㄣˋ　　ㄅ　ㄧˋ　　ㄓㄨㄥ
ㄧ　ˋ　　　ㄒㄧㄣ　　ㄧ　ˋ　　ㄉ　ㄜˊ
ㄍㄨㄢˋ　　ㄔ　ㄜˋ　　ㄕ　　ˇ　　ㄓㄨㄥ

## Vertaling
De drie principes van het volk, deze wordt door onze partij gehoorzaamd:

het grondvesten van een vrij land, daarmee bereiken wij de wereldvrede.

O! Soldaten, gij zijt de voorhoede des volks;

Dag en nacht onvermoeid, de principes volgend.

Gelooft in ijver, gelooft in moed, weest eerlijk en weest trouw;

Met één hart en één geest, houdt dit eeuwig voor u.

Onafhankelijke staten: Afghanistan · Armenië · Azerbeidzjan · Bahrein · Bangladesh · Bhutan · Brunei · Cambodja · China · Cyprus · Filipijnen · Georgië · India · Indonesië · Irak · Iran · Israël · Japan · Jemen · Jordanië · Kazachstan · Kirgizië · Koeweit · Laos · Libanon · Maldiven · Maleisië · Mongolië · Myanmar · Nepal · Noord-Korea · Oezbekistan · Oman · Oost-Timor · Pakistan · Qatar · Rusland · Saoedi-Arabië · Singapore · Sri Lanka · Syrië · Tadzjikistan · Thailand · Turkije · Turkmenistan · Verenigde Arabische Emiraten · Vietnam · Zuid-Korea
Niet algemeen erkende landen: Abchazië · Nagorno-Karabach · Palestina · Taiwan · Turkse Republiek Noord-Cyprus · Zuid-Ossetië